# Michel Félix Dunal
Michel Félix Dunal (24 de outubro de 1789 em Montpellier - 29 de julho de 1856 em Montpellier) foi um botânico francês. Ele foi professor de botânica em Montpellier, França.

## Carreira
Ele ocupou a cadeira de história natural na Universidade de Montpellier de 1816 até sua morte em 1856. O gênero botânico Dunalia da família Solanaceae foi nomeado em sua homenagem.
Ele é especialmente conhecido por seu trabalho com o gênero Solanum, e publicou um importante trabalho sobre o gênero; Solanorum generumque affinium Sinopseː Solanorum Historiae, editionis secundae sumarium ad characteres differentes redactum, seriem naturalem, habitationes stationesque specierum breviter indicans, Montpellier, 1816.
Para a obra Prodromus systematis naturalis regni vegetabilis de Augustin de Candolle e seu filho, Alphonse Pyrame de Candolle, Dunal contribuiu para o Volume I de 1824 "Cistineae" (Cistaceae moderna), para o Volume VII, No. 2 de 1839 "Vaccinieae", e ao Volume XIII No. 1 de 1852 "Solanaceae". Sua publicação em 1852 foi o último tratamento taxonômico do gênero Solanum em sua totalidade. Isso também inclui uma primeira tentativa de dividir as espécies de Solanum em seções. Os pontos de partida eram características morfológicas, como a forma das anteras e a presença ou ausência de espinhos.